# Otake
Otake (大竹市 -shi) é uma cidade japonesa localizada na província de Hiroshima.
Em 2003 a cidade tinha uma população estimada em 30 471 habitantes e uma densidade populacional de 390,90 h/km². Tem uma área total de 77,95 km².
Recebeu o estatuto de cidade a 1 de Setembro de 1954.

## Cidade-irmã
- Dujiangyan, China